# Roca del Vinyer
La Roca del Vinyer, és una muntanya de 1.058,9 m. alt. al límit dels termes municipals de Sarroca de Bellera i Senterada, en el Pallars Jussà. És a l'extrem oriental del Serrat de les Bordes, ja a prop del fons de la vall. És al nord-oest del poble de Senterada i al sud-est del de Sarroca de Bellera.